# Orepy (stacja kolejowa)
Orepy (ukr. Орепи) – stacja kolejowa w miejscowości Orepy, w rejonie zwiahelskim, w obwodzie żytomierskim, na Ukrainie. Położona jest na linii Kalinkowicze – Szepetówka.
W okresie międzywojennym istniała w tym miejscu mijanka.